# Масмак
Крепость Масмак — глинобитная крепость в самом центре Эр-Рияда, построенная в 1865 году эмиром Мухамедом ибн Абдулой.
Город и крепость захватили 14 января 1902 года Абдул-Азиз ибн Абдуррахман и его брат Мухаммед ибн Абдуррахман, находившиеся в изгнании. С 1902 по 1938 год здесь помещался главный суд.
В 1980-х гг. обветшавшие здания были отреставрированы. С 1999 г. крепость имеет статус музея.